# Карлуш Лопіш
Карлуш Лопіш (порт. Carlos Lopes, 18 лютого 1947) — португальський легкоатлет, олімпійський чемпіон.

## Виступи на змаганнях
| Рік  | Змагання               | Місто        | Місце     | Дистанція     | Результат | Дата           |
| ---- | ---------------------- | ------------ | --------- | ------------- | --------- | -------------- |
| 1972 | Літні Олімпійські ігри | Мюнхен       | 7 вересня | 5000 метрів   | 14.29,6   | 9 (півфінал 1) |
| 1972 | Літні Олімпійські ігри | Мюнхен       | 31 серпня | 10 000 метрів | 28.53,6   | 9 (півфінал 3) |
| 1976 | Літні Олімпійські ігри | Монреаль     | 26 липня  | 10 000 метрів | 27.45,17  | II             |
| 1984 | Літні Олімпійські ігри | Лос-Анджелес | 12 серпня | Марафон       | 2:09.21   | I              |